# Aeroportul Bratislava M. R. Štefánik
Aeroportul M. R. Štefánik (IATA: BTS, ICAO: LZIB) este un aeroport din Regiunea Bratislava, Slovacia ce deservește zona Bratislava. Aeroportul a fost tranzitat în 2022 de 1.406.284 de pasageri. A fost deschis în 1951 și numit după Milan Rastislav Štefánik.
Este situat la o altitudine de 133 metri, aeroportul dispune de 2 piste. Este operat de Letisko M.R.Štefánika - Airport Bratislava, a.s. (BTS)⁠(d).

## Infrastructură

### Piste
Aeroportul dispune de 2 piste. Pista 04/22 are suprafața de beton și dimensiunile 2.900 m × 60 m. Pista 13/31 are suprafața de beton și dimensiunile 2.950 m × 45 m. 